# Roxana Mărăcineanu
Roxana Mărăcineanu sau Maracineanu (n. 7 mai 1975, București, România) este o româncă naturalizată în Franța, fostă înotătoare la proba spate. Ea a câștigat medalia de argint în proba de 200 m spate la Jocurile Olimpice de vară din 2000 din Sydney, Australia în urma Dianei Mocanu.

## Biografie
Născută la București, a emigrat în Franța în 1984. Românca cu dublă cetățenie româno-franceză a devenit în 1998, prima campioană mondială la înot din istoria Franței, obținând aurul la proba de 200 m spate, în cadrul întrecerilor de la Perth. Roxana Mărăcineanu a obținut medalia de argint și la Jocurile Olimpice de la Sydney, iar cariera sportivă și-a încheiat-o în 2004.
Pe 4 septembrie 2018 ea a fost numită ministru al Sporturilor în Guvernul Édouard Philippe (II), în locul Laurei Flessel, dublă campioană olimpică la scrimă (1996). Din 2020 până în 2022 a fost ministru-delegat în Guvernul Jean Castex.
Roxana Mărăcineanu este căsătorită cu jurnalistul Franck Ballanger și au trei copii. 